# Rue du Priez
La rue du Priez  est une rue de Lille.

## Situation et accès
Située dans le quartier de Lille-Centre, dans l'ancienne paroisse Saint-Maurice, la rue du Priez relie la rue Saint-Genois à la place des Reignaux.
Elle est desservie par la station Gare Lille Flandres, une station de métro du métro de Lille.

## Origine du nom
Son nom viendrait d'un calvaire qui existait au chevet de l'église Saint-Maurice.

## Historique
La rue date probablement de la deuxième moitié du XIIIe siècle après la destruction lors du siège de 1213 du fort de Reignaux qui était établi sur le flanc nord-est de l'église Saint-Maurice et à l'époque de la construction de l'enceinte englobant les paroisses de Saint-Maurice y compris la place des Reignaux et de Saint-Sauveur. La rue figure sur le plus ancien plan de Lille,  plan Deventer de 1560.
La partie centrale de la rue disparait lors du percement en 1870 de la rue de la gare (actuelle rue Faidherbe).
La rue était parcourue par les lignes de tramway C, D et E.

## Bâtiments remarquables et lieux de mémoire
La rue comprend un bâtiment protégé au titre des monuments historiques.
- L'église Saint-Maurice[3]